# Silnîțea, Tulciîn
Silnîțea (în ucraineană Сільниця) este o comună în raionul Tulciîn, regiunea Vinnița, Ucraina, formată numai din satul de reședință.

## Demografie
Componența lingvistică a satului Silnîțea
     Ucraineană (98,94%)
     Alte limbi (0,95%)
Conform recensământului din 2001, majoritatea populației satului Silnîțea era vorbitoare de ucraineană (98,94%), existând în minoritate și vorbitori de alte limbi.